# Таллеман Младший, Поль
Поль Таллема́н, прозванный Младшим (фр. Paul Tallemant le Jeune; 18 июня 1642 года — 30 июля 1712 года) — французский аббат и писатель.
Кузен Таллемана Старшего, также академик и секретарь Академии надписей, написал «Voyage de l’île d’amour» (1663; русский пер. Тредиаковского «Езда в остров Любви», 1730), «Le Second voyage de l’isle d’amour» (1664), «Eloge de Pierre Séguier» (1672), «Eloge de Charles Perrault» (1704), «Histoire de Louis XIV» и др.